# سينما كوستاريكا
يُقصد بـ سينما كوستاريكا صناعة السينما في دولة كوستاريكا من فنِّ الأفلام والأفلام الإبداعية التي تمَّ ويتم إنتاجها داخل الدولة الكوستاريكيّة وكذا صانعي الأفلام الكوستاريكيين في الخارج. في الواقع؛ تعرضُ معظم دور السينما في كوستاريكا إنتاجات هوليود؛ ومع ذلك فقد زادَ عددُ الأفلام المُنتَجة في كوستاريكا في السنوات الأخيرة. تتراوحُ الأفلام بين تلك الكوميديّة وأخرى من نوعِ الرعب والدراما وغيرِ ذلك من الفئات الفنيّة. يغلبُ على طابع الأفلام في كوستاريكا التركيزُ على دراسات الشخصيات وكذا التركيزُ على الجمال والسرد وبدرجةٍ أقل التطرق للقضايا السياسية على اختلافها وتشعبها. من بين المخرجين الكوستاريكيين الناجحين في حلبة السينما الفنية الدولية هناكَ باز فابريكا وعشتار ياسين جوتيريز.

## التاريخ
يُعد فيلم العودة (بالإسبانية: El Retorno)‏ هو أوّلُ فيلمٍ كاملٍ يتمُّ إنتاجه وإخراجه في كوستاريكا وذلك في عام 1930. تاريخيًا؛ كانت فُرص إنشاء أفلام في كوستاريكا محدودة وذلك بسببِ التكلفة الباهظة للمعدات من جهة والمواد اللازمة لإنتاج أفلام السيليلويد من جهةٍ أخرى بالإضافةِ إلى الافتقار إلى الدعمِ من القطاعين الخاص والحكومي؛ لذا كانَ من الصعب إدراك وجود صناعة أفلام وطنية أو إقليمية. لقد تأسَّس مركز السينما (بالإسبانية: Centro de Cine)‏ في عام 1973؛ ومع ذلك فقد ظلَّ راكدًا لعدة عقود. أُنتجَ فيلمٌ روائي خيالي واحدٌ فقط في التسعينات (وبالتحديدِ في عام 1994) في جميع أنحاء أمريكا الوسطى وذلك عبرَ المخرج الغواتيمالي لويس أرغويتا بعنوان صمت نيتو (بالإسبانية: El Silencio de Neto)‏.
لقد أدّى زيادة التمويل والدعم المؤسسي وانخفاض تكلفة صناعة الأفلام الرقمية مع ظهور قنوات التوزيع البديلة إلى زيادة إنتاج الأفلام في كوستاريكا منذ عام 2000، ثُمَّ أُطلق «صندوق سينرجيا السينمائي لأمريكا الوسطى» في عام 2004 بدعمٍ من عددٍ من المنظمات غير الربحية الأجنبية وخاصة تلك العاملة في مجال الصناعات السينمائية. لقد نجحَ الصندوق في دعمِ إخراج 80 فيلمًا في أمريكا الوسطى بما في ذلك فيلم مياه البحر الباردة (بالإسبانية: Agua Fría de Mar)‏ عام 2010 من إنتاج باز فابريغا والذي تُوِّج بجائزة تايغر في مهرجان روتردام السينمائي الدولي. بحلول عام 2015؛ أطلقت الحكومة الكوستاريكيّة صندوق إنتاجٍ وطني سُمِّي الفون (بالإسبانية: El Fauno)‏ وذلك من أجل دعم الإنتاجات المحليّة. نجحَ هذا الصندوق هو الآخر في دعمِ إخراج حوالي 40 مشروعًا محليًا من الأفلام التلفزيّة والأفلام التي تُنشر عبر النت فقط وذلك اعتبارًا من نيسان/أبريل 2019. لقد ساعدت مُنظمات إقليمية أخرى مثل إيبر ميديا ودوك تي في لاتينو أميركا في تمويلِ عددٍ من المشاريع السينمائيّة في كوستاريكا، ثم عادَ الشباب من خريجي مدارس السينما في أوروبا والولايات المتحدة وخاصة مدرسة كوبا الدولية لصناعة الأفلام والتلفزيون إلى البلاد لدعمِ الصناعة المحليّة. في السياق ذاته؛ بدأت العديد من الجامعات المحلية مثل جامعة فيريتاس وجامعة كوستاريكا بتدريس برامج للتدريب على صناعة الأفلام؛ ما ساهمَ نوعًا ما في تقدّم البلد من ناحية الإنتاج لكنه ظل يُعاني بسبب مشكلة التوزيع التي أثرت حتى على تلك الأفلام التي حقّقت نجاحًا محليًا ونسبة مهمّة من الإيرادات.
لقد نجحت المهرجانات السينمائية الإقليمية نوعًا ما في التعريف بأفلام كوستاريكا وباقي دول أمريكا اللاتينيّة كما عزّزت الروابط الإقليمية بين تلك الدول، وأول عرضٍ مُنتظمٍ للأفلام المحلية في أمريكا الوسطى كان معرض صناعة الأفلام والفيديو في كوستاريكا والذي استمرَّ من 1992 إلى 2012. في نفس السنة؛ أُقيم مهرجان سان خوسيه الدولي وفيهِ تمَّ عرضُ كل من الأفلام الوطنية والدولية لأول مرة. بعدها بثلاثِ سنوات؛ توسَّع المهرجان وغُيِّر اسمهُ إلى مهرجان كوستاريكا السينمائي الدولي والذي عرضَ 73 فيلمًا في عام 2017 وهو رقمٌ جيدٌ نسبيًا بالنظرِ إلى مؤهلات دولة كوستاريكا. عرضَ المهرجان أفلامًا نافست وتتنافسُ على جوائز في الفئات الوطنية والإقليمية والدولية؛ كما قدَّم مساعداتٍ للمشاريع الأخرى فضلًا عن عرضهِ لأفلام كوستاريكيّة خالِصة في جميع بلدان أمريكا الوسطى؛ ومؤخرًا في كوبا وبورتوريكو والولايات المتحدة.
بدأ المجلس الوطني السينمائي في كوستاريكا بالمُساهمة في تنظيمِ جوائز الأوسكار منذ عام 2005، كما تمَّ بناء مبنى سينماتيك وطني جديد في سان خوسيه لدعم العروض والبرامج التعليمية. اعتبارُا من أول كانون الثاني/يناير عام 2015، أصبحَ فيلم «مايكل يوردان دي فياجي برديدو» الذي صدر عام 2014 للمخرج ميغيل غوميز الفيلم الأكثر نجاحًا في شباك تذاكر كوستاريكا بعدما جذب أكثر من 700,000 مشاهد وعُرض في دور السينما المحلية لمدة ستة أشهر.